# تشارلز فارديس
تشارلز فارديس (بالإنجليزية: Charles Vardis)‏ هو لاعب كرة قدم غاني في مركز الوسط، ولد في 16 أكتوبر 1985 في غانا، وتوفي في 19 سبتمبر 2021. شارك مع منتخب غانا تحت 23 سنة لكرة القدم. أما مع النوادي، فقد لعب مع نادي إيدوبياس يونايتد الجديد وهارتس أوف أوك.